# تولید نانو
تولید نانو هم تولید مواد در مقیاس نانو است، که می‌تواند پودر یا سیال باشد و هم تولید قطعه‌های «از پایین به بالا» از مواد نانومقیاس یا «از بالا به پایین» به کوچک‌ترین مراحل برای دقت بالا، که در فناوری زیادی مانند فرسایش لیزری ، اچینگ و شیوه‌های مشابه به کار می‌رود. تولید نانو با ساخت‌مولکولی که ساخت ساختارهای پیچیده و در مقیاس نانو به وسیله‌ی مکانوسنتز غیرزیستی (و سرهم‌بندی بعدی) است، تفاوت دارد.
اصطلاح "تولید نانو" به طور گسترده‌ مورد استفاده قرار می‌گیرد، به عنوان مثال توسط پلتفرم فناوری اروپا MINAM  و ابتکار ملی نانوتکنولوژی ایالات‌متحده (NNI).  NNI به زیر دامنه فناوری نانو به عنوان یکی از پنج "حوزه اولویت‌دار" خود اشاره می‌کند.  همچنین یک برنامه تولید نانو در بنیاد ملی علوم ایالات متحده وجود دارد که از طریق آن شبکه ملی تولید نانو (NNN) ایجاد شده است. NNN سازمانی است که برای تسریع انتقال فناوری نانو از تحقیقات آزمایشگاهی به تولید تولید کار می‌کند و این کار را از طریق تبادل اطلاعات،  کارگاه‌های استراتژیک و توسعه نقشه‌راه انجام می‌دهد.
NNI فناوری نانو را بسیار گسترده تعریف کرده است،  که شامل طیف وسیعی از ساختارهای کوچک، از جمله ساختارهایی است که توسط ابزارهای بزرگ و غیردقیق ایجاد می‌شوند. با این حال، تولید نانو در گزارش اخیر NNI، ابزار دقیق و اندازه‌شناسی برای فناوری نانو تعریف نشده است. در مقابل، یکی دیگر از "منطقه در اولویت"، ساخت نانو ، به عنوان "توانایی ساخت، با شیوه‌های هدایت‎‌شده یا خود مونتاژ، ساختارها یا دستگاه‌های عملکردی در سطح اتمی یا مولکولی" تعریف می‌شود (ص.67). به نظر می‌رسد تولید نانو، ساخت کوتاه‌مدت و در مقیاس صنعتی اشیاء مبتنی بر فناوری نانو، با تاکید بر هزینه کم و قابلیت اطمینان باشد. بسیاری از جوامع حرفه‌ای گروه‌های فنی نانوتکنولوژی را تشکیل داده‌اند. انجمن مهندسان تولید ، به عنوان مثال، یک فنی تولید نانو را تشکیل داده است تا هم به اعضای فناوری‌های در حال توسعه اطلاع دهد و هم به مسائل حقوقی سازمانی و IP (مالکیت معنوی) که باید برای تجاری‌سازی گسترده‌تر رسیدگی شود.
در سال 2014 ، دفتر پاسخگویی دولت هشدار داد که رهبری آمریکا در فناوری نانو به دلیل شکست دولت در سرمایه‌گذاری در آماده‌سازی تحقیقات پایه برای کاربرد تجاری در معرض خطر قرار گرفته است.

## پس زمینه
شناسایی کاربردها و مزایای متعدد سیستم‌های مقیاس نانو در مواد متداول، الکترونیک، پزشکی، حفظ انرژی، پایداری و حمل‌ونقل منجر به انجام تحقیق برای توسعه روش‌هایی برای روش‌های تولید این سامانه‌های نانو در مقیاس بزرگ‌تر و با سرعت بالاتر شده است. برنامه‌ها و سازمان‌هایی مانند NNI و NNN در حال حاضر بودجه تحقیقاتی را برای طراحی روش‌های تولید نانویی در مقیاس صنعتی که اقتصادی، پایدار و قابل اعتماد اختصاص می‌دهند. 
نمونه‌ای از این فناوری، سیستم چاپ افست در مقیاس نانو (نانواپ‌ها) است که توسط محققان مرکز تولید نانویی با نرخ بالا (CHN) در دانشگاه نورث ایسترن توسعه یافته است.  نانواپ‌ها شکلی از مونتاژ هدایت شده است که سریع‌تر و اقتصادی‌تر از چاپ سه بعدی سنتی نانوسیستم‌ها است. احمد بوسناینا، که سرپرست پروژه بود و در فیلم از آزمایشگاه تا فاب: پیشگامان در تولید نانو نقش داشت، این سیستم را به عنوان یک ماشین چاپ توصیف می‌کند. یک قالب حکاکی شده با سیم‌های نانو در محلولی با ذرات نانو غوطه‌ور می‌شود که به عنوان جوهر برای پرس عمل می‌کند.  هنگامی که الکتریسیته به محلول وارد می‌شود، نانوذرات به قالب می‌چسبند. می توان الگوی با ذرات نانو متصل شده را از محلول خارج کرد و روی هر ماده دلخواه گذاشت. به گفته بوسانیا، کل فرآیند فقط 1 درصد از تولید معمولی هزینه دارد و می‌تواند زمان تولید را از روز به دقیقه کاهش دهد. 
یکی دیگر از نمونه‌های واضح، روش ساخت الگوی نرم است که توسط نازنین بصیری غرب در موسسه فناوری جورجیا انجام شده است. این یک روش تولید نانویی از پایین به بالا برای ساخت لوله‌های نانویی فعال فروالکتریک و پیزوالکتریک است. این روش از لیتوگرافی پرتوی الکترونی برای ایجاد خلاء بر روی محلول سل-ژل پیش‌ساز استفاده می‌کند و در نتیجه یک قالب پلیمری ایجاد می‌کند. به وسیله‌ی این فرآیند تولید بسیار مقیاس‌پذیر و عملی، کاربر می‌تواند الگوها و شکل‌های سفارشی را برای کاربردهای متعدد تولید کند. 

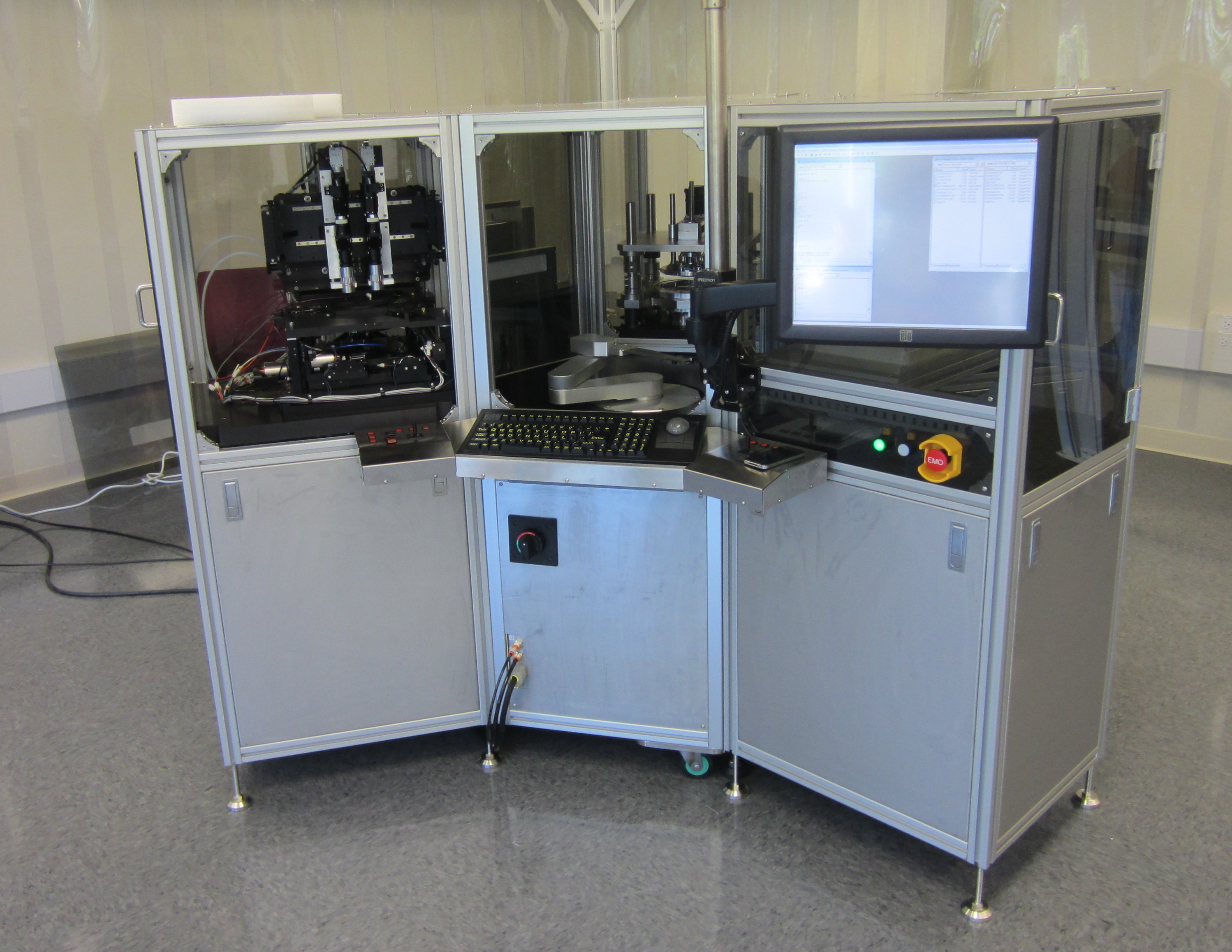
شکل ۱ نانو اپ

## نمای کلی
تولید‌ نانو به فرآیندهای ساخت وسایل یا مواد با اندازه بین یک تا صد نانومتر گفته می‌شود.  این فرآیندها منجر به فناوری نانو ، دستگاه‌های بسیار کوچک، ساختارها، ویژگی‌ها و سیستم‌هایی می‌شود که در شیمی آلی، زیست‌شناسی مولکولی ، مهندسی هوافضا ، فیزیک و علم‌های دیگر کاربرد دارند.  تولید نانو امکان ایجاد مواد و محصولات جدیدی را فراهم می‌کند که کاربردهایی مانند فرآیندهای حذف مواد، سرهم‌بندی دستگاه، تجهیزات پزشکی، پوشش الکترواستاتیکی، فیبرها و لیتوگرافی دارند.  تولید نانو شاخه‌ای نسبتاً جدید از تولید است که حوزه جدیدی از علم و یک بازار جدید را نشان می‌دهد. تحقیق در تولید نانو، بر خلاف تولید سنتی، نیازمند تلاش جمعی در میان شکاف‌های مهندسی معمولی است، مانند همکاری بین مهندسان مکانیک ، فیزیکدانان، زیست‌شناسان، شیمی‌دانان و دانشمندان مواد. 

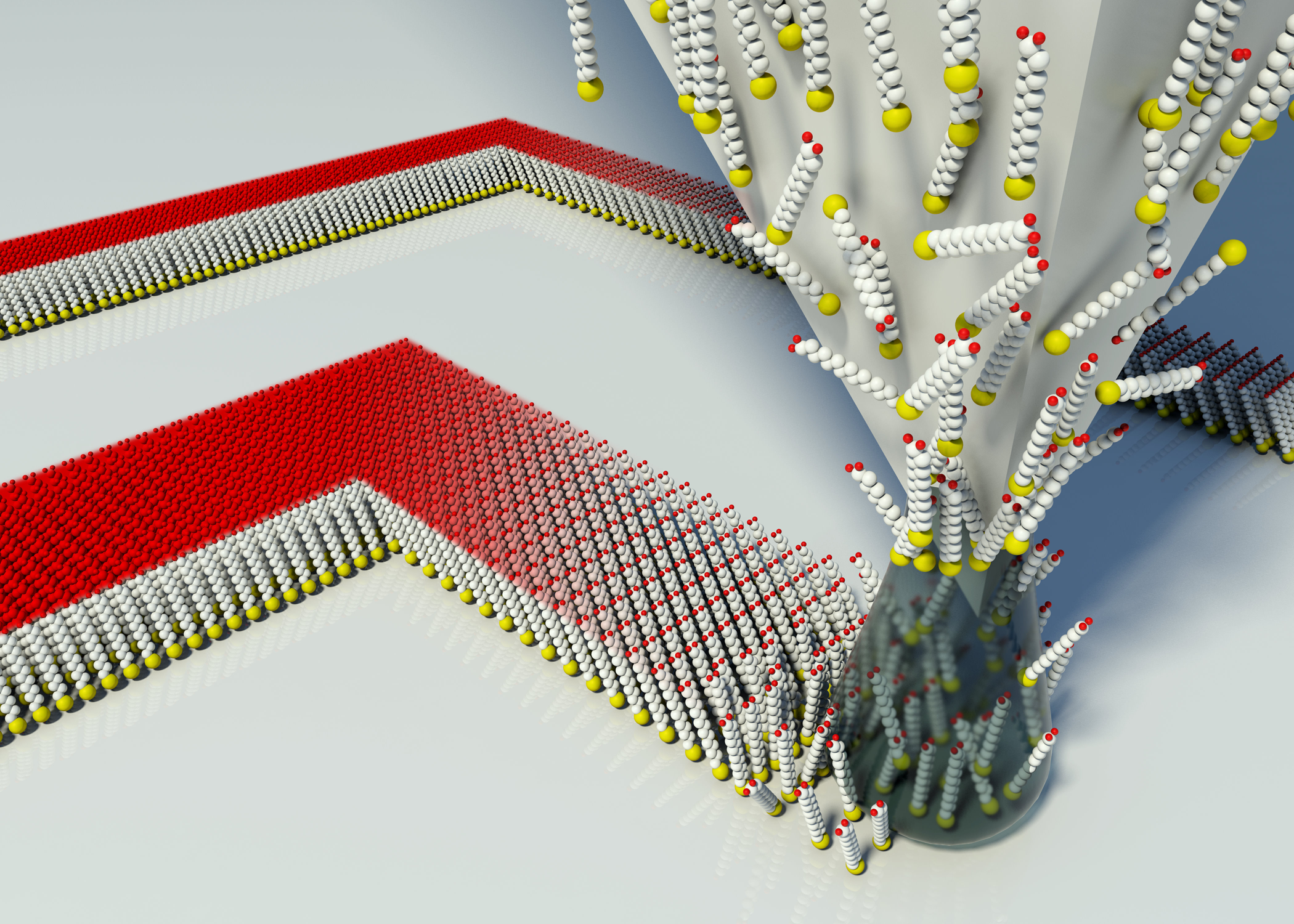
شکل ۲ مکانیسم کلاسیک لیتوگرافی نانویی قلم-آغشته: انتشار جوهر مولکولی از یک نوک در مقیاس نانو به سطح زیرلایه، از طریق یک مِنِسک آبی.

تولید نانو در کل می تواند به دو دسته تقسیم بشود: رویکردهای بالا به پایین و پایین به بالا.

## صنعت تولید نانو
در سال 2009، 91 میلیارد دلار در محصولات نانویی ایالات متحده بود.  بیش از 60 کشور بین سال‌های 2001 تا 2004 برنامه‌های مرتبط با صنعت تولید نانو را در سطح ملی ایجاد کردند  بودجه انباشته از سال 2000 برای ابتکار ملی فناوری‌ نانو (NNI) بیش از 12 میلیارد دلار است. 

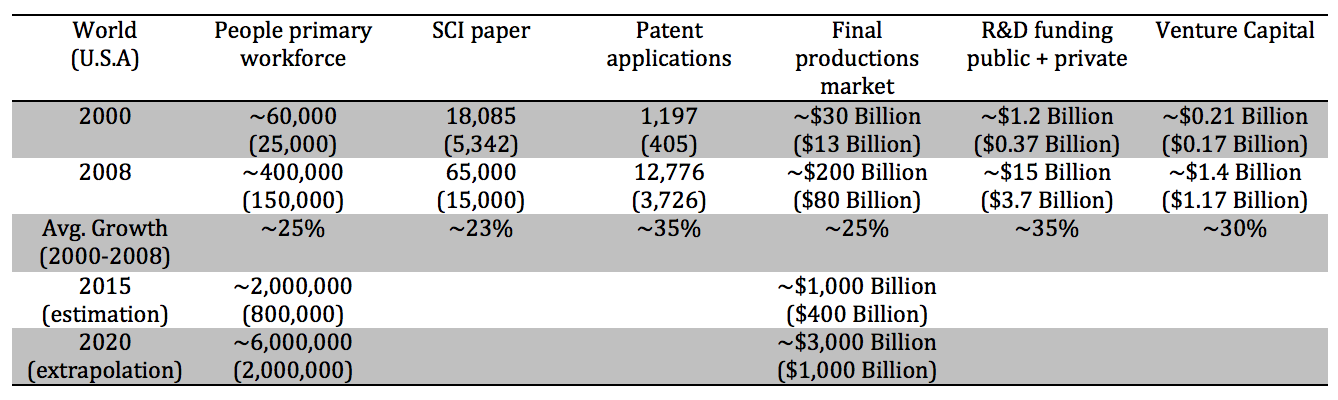
جدول ۱ توسعه فناوری نانو در جهان و ایالات متحده.

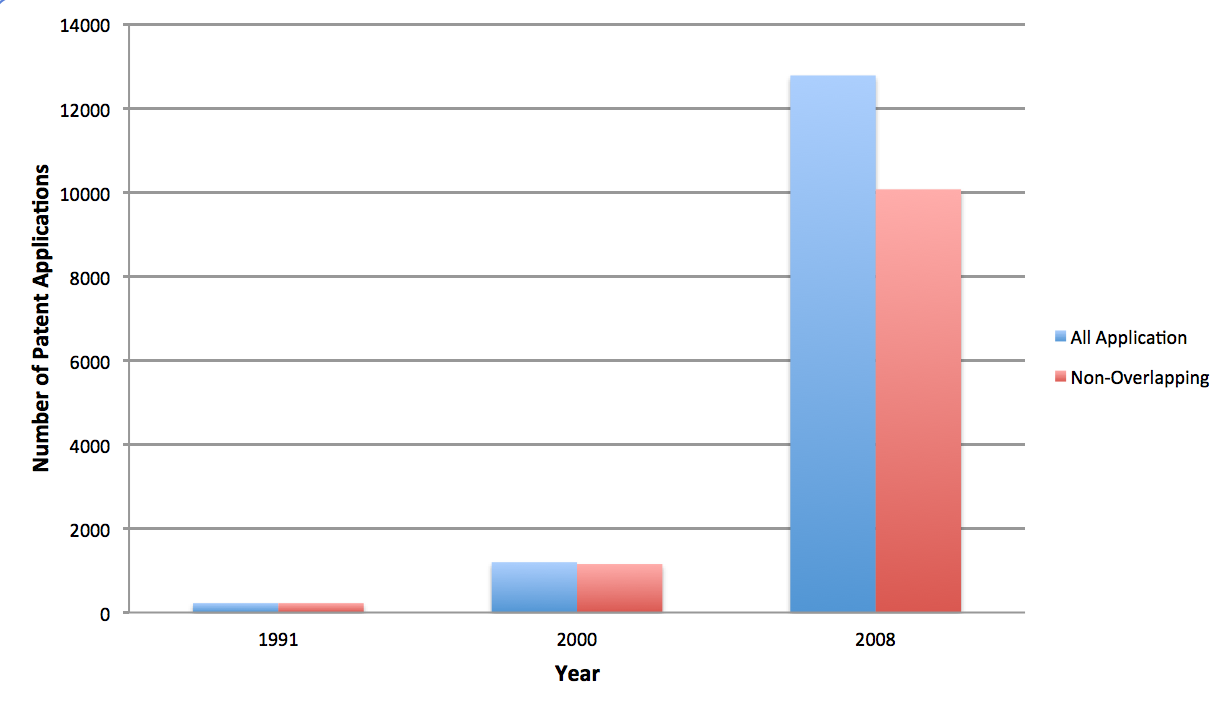
شکل ۳ تعداد پتنت‌های کاربردی مرتبط با فناوری نانو و غیر همپوشانی.

از دیدگاه پایداری، رسوب لایه اتمی (ALD) یک فناوری تولید در مقیاس نانو با استفاده از روش ساخت از پایین به بالا و رسوب بخار شیمیایی (CVD) است.  ALD فیلم دی‌الکتریک سیلیسیم اکسید را با فیلم دی‌الکتریک آلومینیوم اکسید جایگزین می‌کند.  صنعت ALD در حال حاضر در صنعت نیمه هادی استفاده می‌شود و دارای پتانسیل در سلول‌های خورشیدی، سلول‌های سوختی، تجهیزات پزشکی، حسگرها، صنایع پلیمری است.  فناوری ساخت نانو امکان بهبود در بسته‌بندی مواد غذایی را فراهم می‌کند.  به عنوان مثال، بهبود در مانع مواد پلاستیکی به مشتریان اجازه می‌دهد تا اطلاعات مربوطه را شناسایی کنند.  عمر طولانی‌تر غذا و غذای ایمن‌تر با عملکردهای خود ترمیم‌کننده نیز همراه است.  بازدهی مصالح ساختمانی سنتی؛ فولاد و بتن با فناوری نانو بهبود می‌یابد. تقویت بتن با نانوذرات اکسید فلز باعث کاهش نفوذپذیری و افزایش مقاومت می‌شود.  خاصیت استحکام کششی بالا و مدول یانگ افزودن نانوکربن مانند نانولوله‌های کربنی (CNT) و نانوالیاف کربنی (CNF)، مواد چگال‌تر و کمتر متخلخل را ایجاد می‌کند. 

## چالش های تولید نانو
انتقال فناوری نانو از آزمایش‌های آزمایشگاهی به تولید در مقیاس صنعتی چالش‌های زیادی دارد که برخی از آنها عبارتند از:
- توسعه تکنیک های تولیدی که اقتصادی بوده و بازدهی قابل قبولی را تولید کنند.[۹]

- کنترل دقت مونتاژ نانوساختارها [۹][۲۱]
- تست قابلیت اطمینان و ایجاد روش هایی برای کنترل عیب. در حال حاضر، کنترل عیوب در صنعت نیمه هادی غیرانتخابی است و ۲۰-۲۵٪ از کل زمان ساخت را می‌گیرد. پیش‌بینی می‌شود که رفع عیوب برای سیستم‌های مقیاس نانو زمان بیشتری را به خود اختصاص دهد زیرا نیاز به حذف انتخابی و دقیق ناخالصی‌ها دارد. [۲۱]
- حفظ خواص مقیاس نانو و کیفیت نانوسیستم در زمان تولید با نرخ بالا و حجم بالا و همچنین در طول عمر محصول پس از تولید [۹][۲۱]
- ارزیابی اثرات زیست محیطی، اخلاقی و اجتماعی [۲۲]